# Oswald Herzog

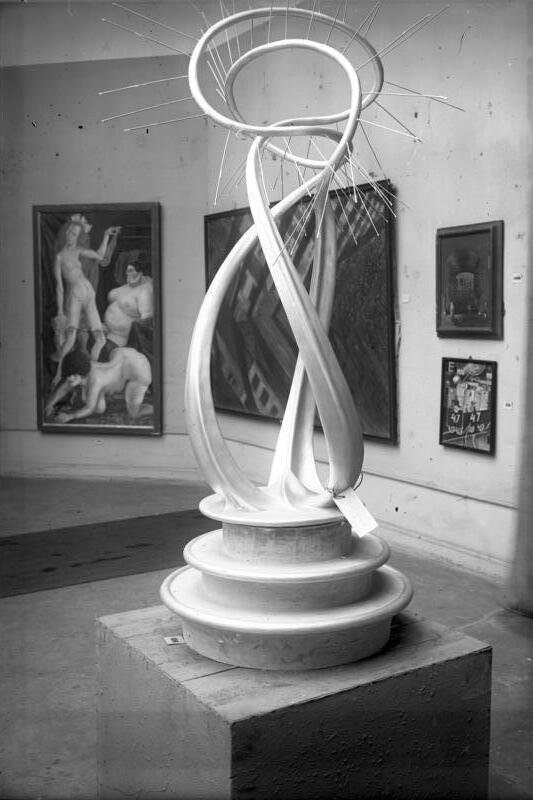
Herzogova socha na výstavě v Berlíně v roce 1929.

Oswald Herzog (1881, Chojnów, Polsko – cca 1941) byl německý sochař a malíř.
V roce 1919 byla jeho díla zastoupena na výstavě kroužku Sturm v Berlíně. Byl členem skupin Arbeitsrat für Kunst a Novembergruppe. Vyzýval, aby se futurismus a expresionismus přeměnily do objektivistického stylu nové věcnosti. Zdůrazňoval i ve výtvarné tvorbě pojem rytmu. Napsal: „Rytmus je proporcí času a prostoru – absolutním zákonem růstu a rozkladu.“
Byl jedním z mnoha německých umělců, jejichž dílo bylo v roce 1933 odsouzeno jako zvrhlé umění a v roce 1937 vystaveno na výstavě Entartete Kunst v Mnichově.